# ジョヴァンニ・メッセ
ジョヴァンニ・メッセ（Giovanni Messe、1883年12月10日 - 1968年12月18日）は、イタリア王国の軍人及び政治家。
第二次世界大戦中のイタリア陸軍将官は批判されることが多いが、彼は優秀な指揮官と評価される事が多い。

## 経歴

### 生い立ち
アプリア州の古都ブリンディシ近郊に生まれ、18歳の時に軍に志願、一兵士として軍歴をスタートした。イタリア・トルコ戦争でのリビア制圧に功を上げるなど順調に戦歴を重ね、第一次世界大戦ではカポレットで目の当たりにしたドイツ軍の戦術を手本にアルディーティ兵（イタリア語で「突撃歩兵」の意）の創設と訓練に従事した。
アルディーティ兵は単独で攻勢に出たオーストリア＝ハンガリー帝国軍をモンテ・グラッパの戦闘で打ち破り、最終的にオーストリア軍に攻撃を挫折させる決め手となった。自身も前線で部隊を率いて勇敢に戦い、敢闘章を4回、戦功十字章を1回受勲して大佐に昇進。国王ヴィットーリオ・エマヌエーレ3世直々に副官に任命され、またサヴォイア軍事勲章を受けて騎士（カヴェリエーレ、Cavaliere）の称号を得た。
1935年9月、准将に昇進していた時期、ロドルフォ・グラツィアーニらとともに第二次エチオピア戦争に参加、機械化旅団を率いてエチオピア軍を破った。遠方での戦いをそつなくこなしたことで、ほどなく少将に任命され、工業力に乏しいイタリア陸軍にとって虎の子の戦車師団を受け持つ役目を与えられた。1939年、サヴォイア軍務勲章の士官称号（Ufficiale）を与えられた。

### 第二次世界大戦

#### アルバニア副総督
二度目の大戦で最初に命じられた任務はウバルド・ソッドゥ総督のアルバニア統治を補助する事だった。従ってその後、アルバニア軍とアルバニア駐屯軍が主体となり、総督のソッドゥが総指揮官を勤めるギリシャ・イタリア戦争に参加するのも自然の成り行きであった。
幾つかの部隊の指揮を委ねられ、山岳地帯で防衛ラインを形成していた敵指揮官のアレクサンドロス・パパゴスの軍を破って、最も深くギリシャ国境に進撃する事に成功した。しかし、ソッドゥが必要以上にギリシャ軍を侮って戦力を出し惜しんだことからギリシャ軍の増派と反撃を許し、さらに英軍の参戦や冬の訪れで戦いはアルバニア国境で泥沼化していった。逃亡するアルバニア兵の拘束とギリシャ軍との戦闘に追われる日々はドイツ軍の参戦まで続く事になる。

#### ロシア遠征
ムッソリーニの判断次第では、もしかすればより早い段階で北アフリカのイタリア装甲部隊を委ねられていた可能性があった。しかし実際に下された決断はイタリア・ロシア派遣軍（CSIR Corpo di Spedizione Italiano in Russia）の総指揮官への任命であった。
対ソ戦で装甲部隊を持たないというハンデを機械化歩兵と騎兵師団からなる同部隊の機動力を広大な草原地帯で最大限に発揮する事で埋め合わせた。各所でソ連軍を破るCSIR軍に、ギリシャでの躓きを見ていたドイツ軍の評価が翻るのに長い時間はかからなかった。ブラウ作戦を前にしてドイツ軍はイタリア陸軍に大規模な増派を要請し新たに山岳師団などが加わったイタリア第8軍が形成されるが、その功労者たる自身は後任のガリボルディ大将に役目を譲っていた。自身が去った後も東部戦線のイタリア軍部隊は活躍を見せているが、スターリングラード攻防戦後にムッソリーニの命令で解散されている。
退任時にはイタリア王家はサヴォイア軍務勲章を司令官称号（Commendatore）に格上げし、またドイツのアドルフ・ヒトラー総統も騎士鉄十字章を授与するなど軍功を労った。

#### アフリカ戦線
ロシアから帰還後すぐさまエルヴィン・ロンメル指揮下の北アフリカ軍団を再編して立ち上げられる予定であったイタリア・ドイツ戦車軍の司令官に推薦された。一方、前線ではトーチ作戦でヴィシーフランス軍が連合国に寝返り、アメリカ軍を主体とした連合軍がチュニジアの中心地チュニスを目指して攻勢を開始していた（チュニス攻勢）。ロンメルは迫りくる連合軍に対してファイド峠やスィディ・ブジドの戦いでこれを押さえ込んだが、反攻作戦として行われたカセリーヌ峠の戦いとカプリ作戦は失敗に終わった。作戦に前後して体調を崩したロンメルは本国帰還を希望し、前線の指揮は自身に委ねられ、同時にイタリア・ドイツ戦車軍は伊第1軍へ再編された。
伊第1軍は4分の1がドイツ軍部隊から編成される混合部隊であったが、メッセはドイツ人とイタリア人の双方をよく纏め、ロンメルが残した防衛計画の完成に全力を注いだ。これらはヴィシー政権時代に残された要塞線マレト・ラインを活用するもので、メッセはカセリーヌの勝利に士気を上げるアメリカ軍が追撃に移るまでに要塞線の再建を完成させた。イギリス軍はプギリスト（拳闘士）作戦を発動してマレト・ラインに攻めかかったが、メッセ率いる伊第1軍に大きな苦戦を強いられ、51両の戦車が破壊された。
マレト・ラインの戦いの後もメッセは防衛線を構築しながら巧妙な後退戦を行い、エル・グェタルの戦いで連合軍側の戦車を50両以上破壊して、約5000名の兵士を防衛線で殺傷した。しかし連合軍もスピキオ作戦、バルカン作戦など攻勢を続け、徐々にチュニスへ迫り続けた。ドイツ空軍のマルティン・ハルリンクハウゼン空軍大将とイタリア空軍のリノ・コルソ・フォギエレ空軍参謀長によるチュニジア制空圏維持の努力も、連合軍のチュニジア航空戦（フラックス作戦）によって水泡に帰した。更にレトリビューション作戦で海路も封鎖されるともはやチュニジアへの補給はおろか、脱出も絶望的となった。
1943年5月6日、遂にチュニスが陥落するとメッセはこれ以上は組織的な抵抗が不可能であると判断し、ハンス＝ユルゲン・フォン・アルニム上級大将との話し合いの上で連合軍との交渉を決定した。5月13日、本国の許可を得てジョージ・パットン大将、ハロルド・アレクサンダー大将ら米英両軍の司令官に枢軸軍の武装解除を提示、アルニム上級大将と共に連合軍によって拘束された。降伏を報告した後、国王からは軍務勲章の大司令官称号（Grande ufficiale dell'Ordine militare di Savoia）と共に陸軍元帥に叙任された。これはサヴォイア王家による最後の元帥叙任となった。

### 戦後
連合軍にも尊敬されていたメッセは捕虜とされず、イギリスのロンドンでイタリア南部の王国亡命政府に加わる事を承諾した。連合軍と共に南イタリアに渡ったメッセは自由イタリア軍の参謀本部に加わり、のち参謀総長として連合軍に貢献した。
戦後の裁きを終えた後、王党派であったメッセは共和制下での軍に戻る事は無かったが、戦後も彼を慕う人は多く軍の退役兵協会の理事長として戦後イタリアの復興に携わった。後に下院議員及び上院議員に選出され、王政復活を主張するイタリア国家君主党（PNM）に所属してサヴォイア家の名誉回復に努めた。晩年には第一次世界大戦での功績を讃えて共和国政府からヴィットリオ・ヴェネト勲章が与えられた。
1968年6月11日、ローマ市の邸宅にて85歳で死去した。

## 勲章
- サヴォイア軍事勲章
- ヴィットリオ・ヴェネト勲章（英語版）
- 騎士鉄十字章（ナチス・ドイツ）